# Iridana rougeoti
Iridana rougeoti är en fjärilsart som beskrevs av Henry Stempffer 1964. Iridana rougeoti ingår i släktet Iridana och familjen juvelvingar. Inga underarter finns listade i Catalogue of Life.